# الندوة (أفلاطون)

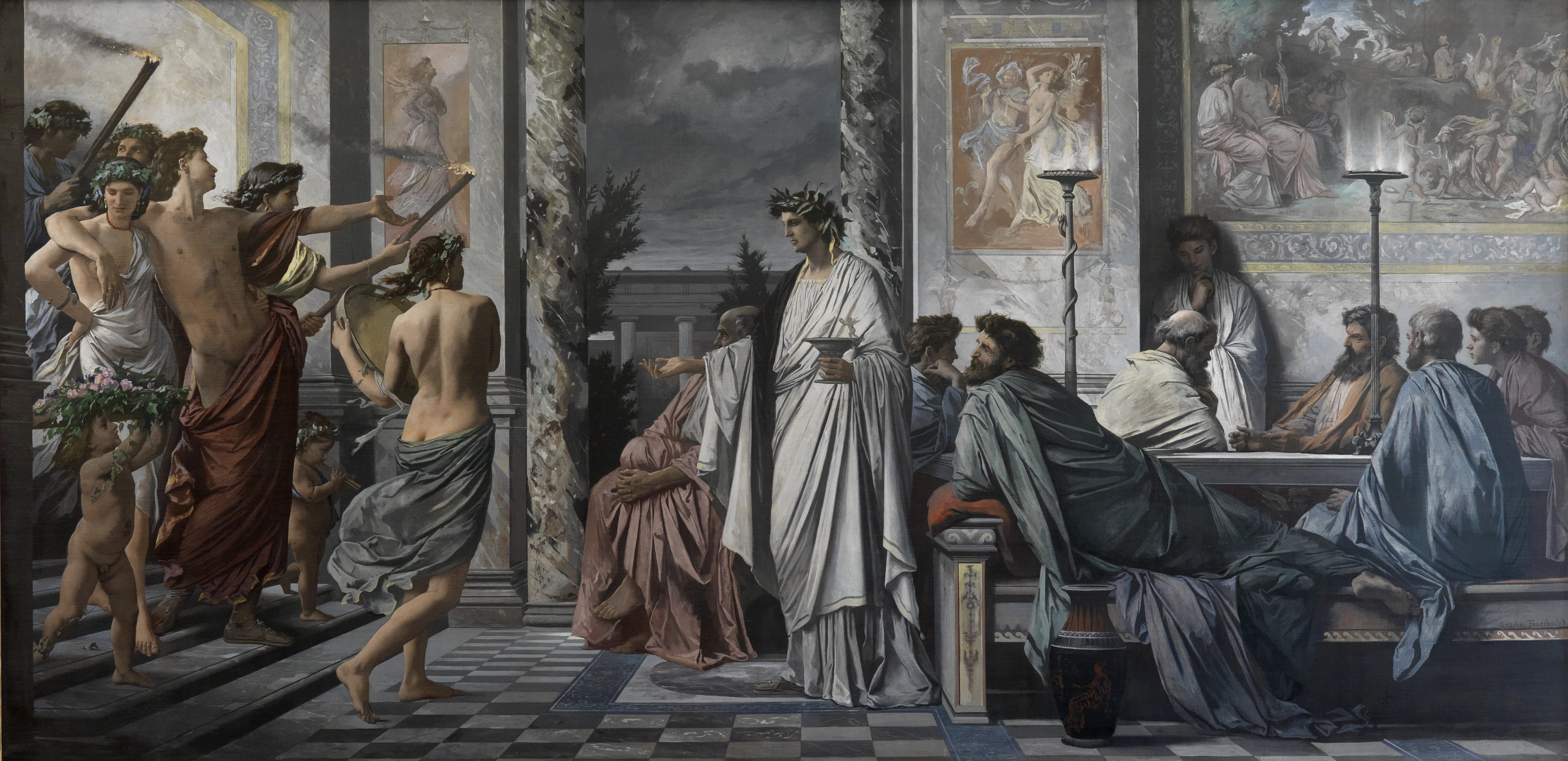
الندوة لأفلاطون كما صورها أنسيلم فويرباخ

الندوة (باليونانية: Συμπόσιον)‏ هو نص فلسفي بقلم أفلاطون يعود تاريخه بين عامي 385-370 قبل الميلاد. وهو يتعلق بنشأة الحب وغايته وطبيعته، وهو يعتبر (حسب التفسيرات اللاحقة) أصل مفهوم الحب الأفلاطوني.
يتم فحص الحب في سلسلة من الخطب التي يلقيها رجال يحضرون ندوة، أو حفلة شرب. كل رجل يجب أن يلقى مديحا، وكلمة في مدح الحب (إيروس). يقع مكان الحفلة في بيت الكاتب التراجيدي أغاثون في أثينا. يؤكد سقراط في خطابه أن أعلى غايات الحب هو أن يصبح المرء فيلسوفا، أو بمعنى حرفي، محبا للحكمة. وقد استخدم الحوار كمصدر من قبل المؤرخين الاجتماعيين الذين سعوا لإلقاء الضوء على الحياة في أثينا القديمة، ولا سيما على السلوك الجنسي، والندوة كمؤسسة.